# Wimmera River
La Wimmera River est une rivière endoréique de l'ouest du Victoria, en Australie.

## Géographie
Elle prend sa source dans les Pyrenees et se jette dans le lac Hindmarsh et le lac Albacutya, bien que depuis de nombreuses années, le cours d'eau ne parvienne plus jusqu'à ces lacs et se contente de former un chapelet de cuvettes de tailles différentes.

## Affluents
Ses principaux affluents sont le Mount William Creek et la MacKenzie River.

## Écologie
L'arrivée, ces dernières années, d'eaux souterraines salées dans le cours inférieur de la rivière Wimmera, a gravement affecté la qualité de l'eau, la rendant plus salée que l'eau de mer en plusieurs endroits.